# Euphorbia anacampseros
Euphorbia anacampseros es una especie de planta suculenta perteneciente a la familia Euphorbiaceae. Es originaria de Bulgaria, Grecia y centro y soreste de Turquía en Caria.

## Taxonomía
Euphorbia anacampseros fue descrito por Pierre Edmond Boissier y publicado en Diagnoses Plantarum Orientalium Novarum 5: 55. 1844.
Etimología
Euphorbia: nombre genérico que deriva del médico griego del rey Juba II de Mauritania (52 a 50 a. C. - 23), Euphorbus, en su honor – o en alusión a su gran vientre –  ya que usaba médicamente Euphorbia resinifera. En 1753 Carlos Linneo asignó el nombre a todo el género.
anacampseros: epíteto del griego que significa "una hierba para restaurar el amor perdido".
sinonimia
- Euphorbion anacampserum (Boiss.) St.-Lag.
- Tithymalus anacampseros (Boiss.) Klotzsch[5][6]